# 小行星257248
小行星257248（257248 Chouchiehlun），臨時編號2009 FA19，是一顆位於小行星帶的小行星。由鹿林天文台於2009年3月20日發現。
2011年6月18日以台灣知名流行音樂歌手周杰倫的名字命名。這是台灣所發現命名的小行星中，第一顆以藝人為名。巧合的是，命名當天周杰倫獲得第22屆金曲獎演唱類最佳國語男歌手獎。

## 发现
观测由台湾天文爱好者蔡元生制作观测流程，中央大学鹿林天文台观测助理林启生操纵41厘米望远镜进行观测，之后中国大陆天文爱好者陈韬及金彰伟通过网络下载并进行数据处理。新小行星由金彰伟发现，陈韬上报，先后经美国亚利桑那大学萊蒙山天文台（Mount Lemmon Observatory）1.5米望远镜和基特峰国立天文台0.9米望远镜等设备确认，并获得了2009 FA19的暂定编号；永久编号于2010年12月获得。经四位发现者商定，这颗小行星拟用华语流行歌手周杰伦的名字命名。命名提案经国际天文联合会小天体命名委员会通过，于2011年6月小行星中心公报第75354号中宣布了这一命名决定。

## 基本信息
小行星257248属于主带I型小行星，直径约为3公里，绕太阳一周需要3.64地球年。

## 外部連結
- 蔡元生網站介紹周杰倫小行星 （页面存档备份，存于）